# Blas Cabrera
Blas Cabrera y Felipe (Arrecife, 20 de mayo de 1878-Ciudad de México, 1 de agosto de 1945) fue un físico español, director del Laboratorio de Investigaciones Físicas entre 1910 y 1937, y rector de la Universidad Central de Madrid en 1931. Murió en el exilio republicano en México.

## Datos biográficos
Nació en Arrecife, en la isla canaria de Lanzarote, el 20 de mayo de 1878. Era hermano de Juan Cabrera y Felipe. Fue bautizado en la parroquia de San Ginés de esta ciudad el día 30 de dicho mes con los nombres de Blas Juan José Secundino. Estudió el bachillerato en La Laguna. A continuación se desplazó a Madrid, donde comenzó a estudiar derecho, siguiendo la tradición familiar. Sin embargo, conoció a Santiago Ramón y Cajal, que lo convenció para dejar derecho y estudiar ciencias. Así, se licencia en Ciencias Físicas y Matemáticas en la Universidad Central de Madrid, y se doctoró en ciencias físicas en 1901, con la siguiente tesis: "Sobre la variación diurna de la componente horizontal del viento".
Blas Cabrera era el mayor de ocho hijos, cuatro mujeres y tres hombres, uno de ellos continuó el oficio notarial del padre, otro, Juan Cabrera, fue catedrático de Electricidad y Magnetismo de la Universidad de Zaragoza —y posteriormente rector—, y un tercero, José Cabrera, fue ingeniero y dirigió el diseño de la central nuclear de Zorita. Este último es el abuelo de la exministra Mercedes Cabrera. 
Blas Cabrera contrajo matrimonio en La Laguna con María Sánchez Real. Tuvieron tres hijos: Blas (médico y adjunto a la Cátedra de Fisiología de la Universidad Central de Madrid con el catedrático y político grancanario Juan Negrín López, de quien fue posteriormente su secretario particular durante la Presidencia del Gobierno de la II República Española); Luis (arquitecto) y Nicolás (físico y catedrático en la Universidad de Virginia (Estados Unidos) y en la Autónoma de Madrid). El hijo de Nicolás, Blas Cabrera Navarro, por tanto nieto de Blas Cabrera y Felipe, es actualmente catedrático de física de la Universidad de Stanford en California, Estados Unidos.  
Blas Cabrera Felipe fue sobre todo un físico experimental, y desarrolló su mayor actividad en el campo de las propiedades magnéticas de la materia, consiguiendo un puesto singular en la física de su tiempo. En 1903 participó en la fundación de la Sociedad Española de Física y Química y de los Anales de dicha Sociedad. En 1905 obtuvo la cátedra de Electricidad y Magnetismo en la Universidad Central.

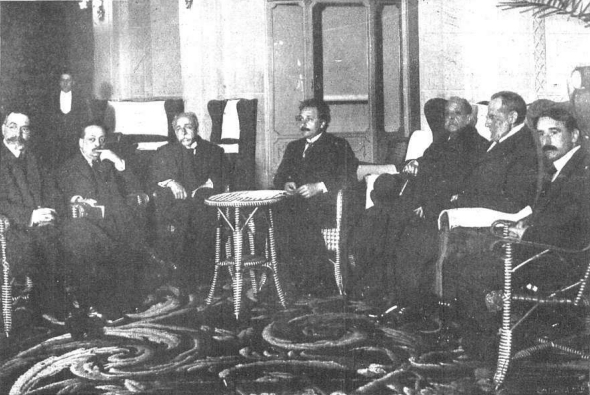
Einstein en la universidad central junto con Cabrera, Carracido, de Toledo, Plans, entre otros.

En 1910, la Junta para Ampliación de Estudios creó el Laboratorio de Investigaciones Físicas, del que Cabrera fue nombrado director. El Laboratorio constaba de cinco líneas de investigación: magnetoquímica, químico-física, electroquímica, electroanálisis y espectroscopia, y contribuyó enormemente a desarrollar la investigación física en España. Pensionado por la Junta de Ampliación de Estudios (1912), recorrió diversos centros de investigación europeos, como el Laboratorio de Física del Politécnico de Zúrich, que dirigía Pierre Weiss, en el cual desarrolló tareas de investigación en magnetoquímica. Visitó también los laboratorios de física de las universidades de Ginebra y Heidelberg, así como la Oficina Internacional de Pesos y Medidas en París. A su regreso a España, puso en práctica las técnicas aprendidas en su periplo europeo, especialmente aquellas desarrolladas en el laboratorio de Zúrich, continuando con sus investigaciones sobre el magnetismo, en colaboración con otros investigadores como Enrique Moles y Ormella y Arturo Duperier.
La labor de investigación de Cabrera fue notable. Entre 1910 y 1934 publicó unos ciento diez trabajos, hasta el punto que Pierre Weiss, a la sazón director del Instituto de Física de la Universidad de Estrasburgo, comentó en 1932 que de los 180 artículos sobre magnetismo presentes en la biblioteca del instituto, 24 provenían del Laboratorio de Investigaciones Físicas dirigido por Cabrera[cita requerida].
Estableció la ley que describe las variaciones que experimentan en el sistema periódico de elementos los momentos magnéticos de los átomos de la familia del hierro (la denominada curva de Cabrera). Modificó la ley de Curie-Weiss, que describe la susceptibilidad magnética de un material ferromagnético en la región paramagnética situada más allá del punto Curie y dedujo una ecuación para describir el momento magnético del átomo teniendo en cuenta el efecto de la temperatura. Asimismo, mejoró muchos dispositivos experimentales. Fue el primer científico en España en usar los métodos de la teoría de errores y de los mínimos cuadrados para la determinación de las constantes físicas. Algunas de sus medidas de susceptibilidad magnética siguen siendo las más precisas existentes en la actualidad. 
Su labor, no obstante, no fue sólo de investigación. Fue también un gran divulgador y difusor de las modernas teorías físicas que se describieron en el primer tercio del siglo XX. Así, en 1912 publicó un artículo en la revista de la Real Academia de Ciencias Exactas, Físicas y Naturales titulado Principios fundamentales del análisis vectorial en el espacio de tres dimensiones y en el Universo de Minkowsky. Junto con la reseña publicada en 1912 por Esteban Terradas del libro de Max von Laue Das Relativitätsprincip, aparecido el año anterior, estos trabajos supusieron dar a conocer en España la teoría de la relatividad especial.

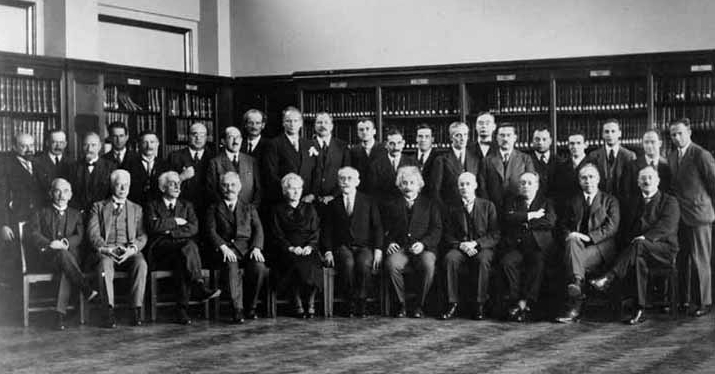
Fotografía de los participantes del VI Congreso Solvay de 1930. Blas Cabrera aparece en primera fila, el tercero por la derecha. Está sentado entre Owen Willans Richardson y Niels Bohr, detrás tiene a Peter Debye y a Wolfgang Pauli. También se puede apreciar a Albert Einstein, Marie Curie o a Werner Heisenberg.

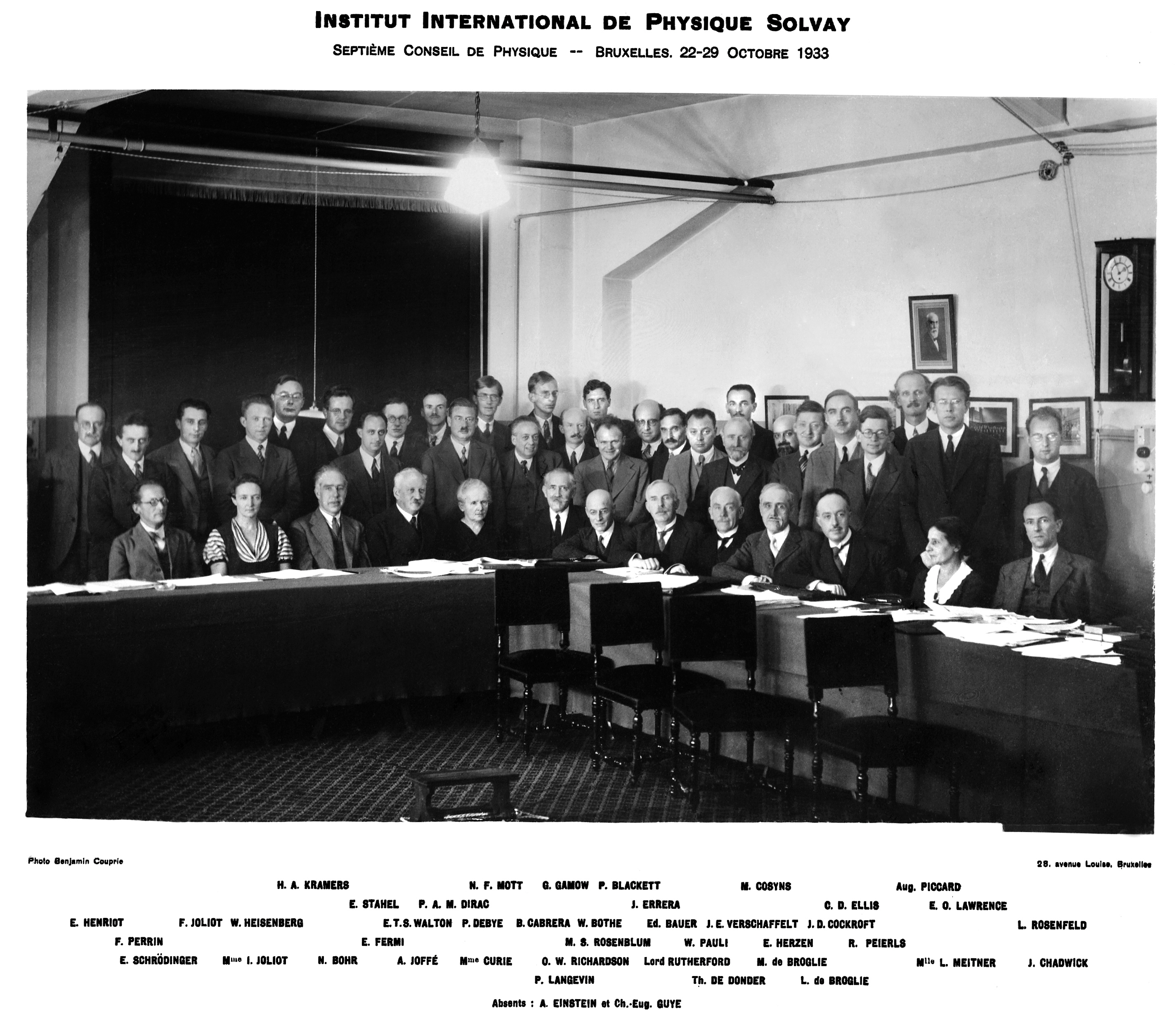
Fotografía de los participantes en la VII Conferencia Solvay, octubre de 1933. Blas Cabrera aparece junto con Lord Rutherford, Marie Curie, Irene Joliot-Curie, Enrico Fermi, entre muchos otros.

La labor de Cabrera fue asimismo reconocida a nivel internacional. Cabrera fue anfitrión de Albert Einstein en su visita a España en 1923. En 1928 fue elegido miembro de la Academia de Ciencias Francesa, siendo patrocinado por los físicos Paul Langevin y Maurice de Broglie. Ese año recibió el mayor reconocimiento de toda su carrera: propuesto por Albert Einstein y Marie Curie, Cabrera fue nombrado miembro del Comité Científico de la VI Conferencia Solvay. Estos congresos, de periodicidad trianual, reunían a los mejores físicos del mundo. En dicha Conferencia, celebrada en 1930, Cabrera participó con una ponencia titulada Las propiedades magnéticas de la materia.
En 1931 fue nombrado rector de la Universidad Central de Madrid. Un año después, junto con otros científicos, como Miguel Catalán Sañudo o su discípulo, Julio Palacios, impulsó la creación del Instituto Nacional de Física y Química, con la ayuda de una donación de la Fundación Rockefeller, y sito en el denominado edificio Rockefeller, en la madrileña calle Serrano (hoy es el Instituto de Química-Física Rocasolano, del Consejo Superior de Investigaciones Científicas).
En 1931, Cabrera había sustituido a Leonardo Torres Quevedo, que había abandonado su puesto por problemas de salud, en la Oficina Internacional de Pesos y Medidas. En 1933 participó en la creación de la Universidad Internacional de Verano de Santander (actual Universidad Internacional Menéndez Pelayo), siendo nombrado rector el año siguiente. En 1936, se encontraba en Santander, siendo sorprendido por el estallido de la Guerra Civil. Pasó a Francia y desde ahí a Madrid. En 1937, el presidente de la Oficina Internacional de Pesos y Medidas, Pieter Zeeman, lo nombró secretario de la Oficina, cargo que ocuparía entre 1937 y 1941, yéndose a vivir a París.

## Depuración franquista y exilio
Fue depurado como catedrático por el bando franquista, sin lugar a proceso contradictorio alguno, mediante Orden Ministerial en febrero de 1939, junto a otros catedráticos:

... se separa definitivamente por ser pública y notoria la desafección de los catedráticos universitarios que se mencionarán al nuevo régimen implantado en España, no solamente por sus actuaciones en las zonas que han sufrido y en las que sufren la dominación marxista, sino también por su pertinaz política antinacionalista y antiespañola en los tiempos precedentes al Glorioso Movimiento Nacional. La evidencia de sus conductas perniciosas para el país hace totalmente inútiles las garantías procesales que, en otro caso constituyen la condición fundamental en todo enjuiciamiento, y por ello, este Ministerio ha resuelto separar definitivamente del servicio y dar de baja en sus respectivos escalafones a los señores: Luis Jiménez de Asúa, Fernando de los Ríos Urruti, Felipe Sánchez Román y José Castillejo Duarte, catedráticos de Derecho; José Giral Pereira, catedrático de Farmacia; Gustavo Pittaluga Fattorini y Juan Negrín López, catedráticos de Medicina; Blas Cabrera Felipe, catedrático de Ciencias; Julián Besteiro Fernández, José Gaos González Pola y Domingo Barnés Salinas, catedráticos de Filosofía y Letras, todos ellos de la Universidad de Madrid. Pablo Azcárate Flórez, Demófilo de Buen Lozano, Mariano Gómez González y Wenceslao Roces Suárez, catedráticos excedentes de Derecho
Orden del 4 de febrero de 1939, Ministerio de Educación Nacional.

En 1941 fue desposeído de los reconocimientos que le había otorgado la Real Academia de Ciencias Exactas, Físicas y Naturales, junto a otros cinco científicos vinculados a la Segunda República.
Se exilió en México, donde fue acogido por la Facultad de Ciencias de la Universidad Nacional Autónoma de México, en donde trabajó como profesor de Física Atómica y de Historia de la Física. En 1944 comenzó a dirigir la revista Ciencia, editada por los científicos españoles exiliados, sucediendo tras su muerte a Ignacio Bolívar. En este mismo año, la Institución Cultural Española de Buenos Aires publicó su último libro El magnetismo de la materia. Falleció en 1945 en México, en el exilio.

## Reparación póstuma

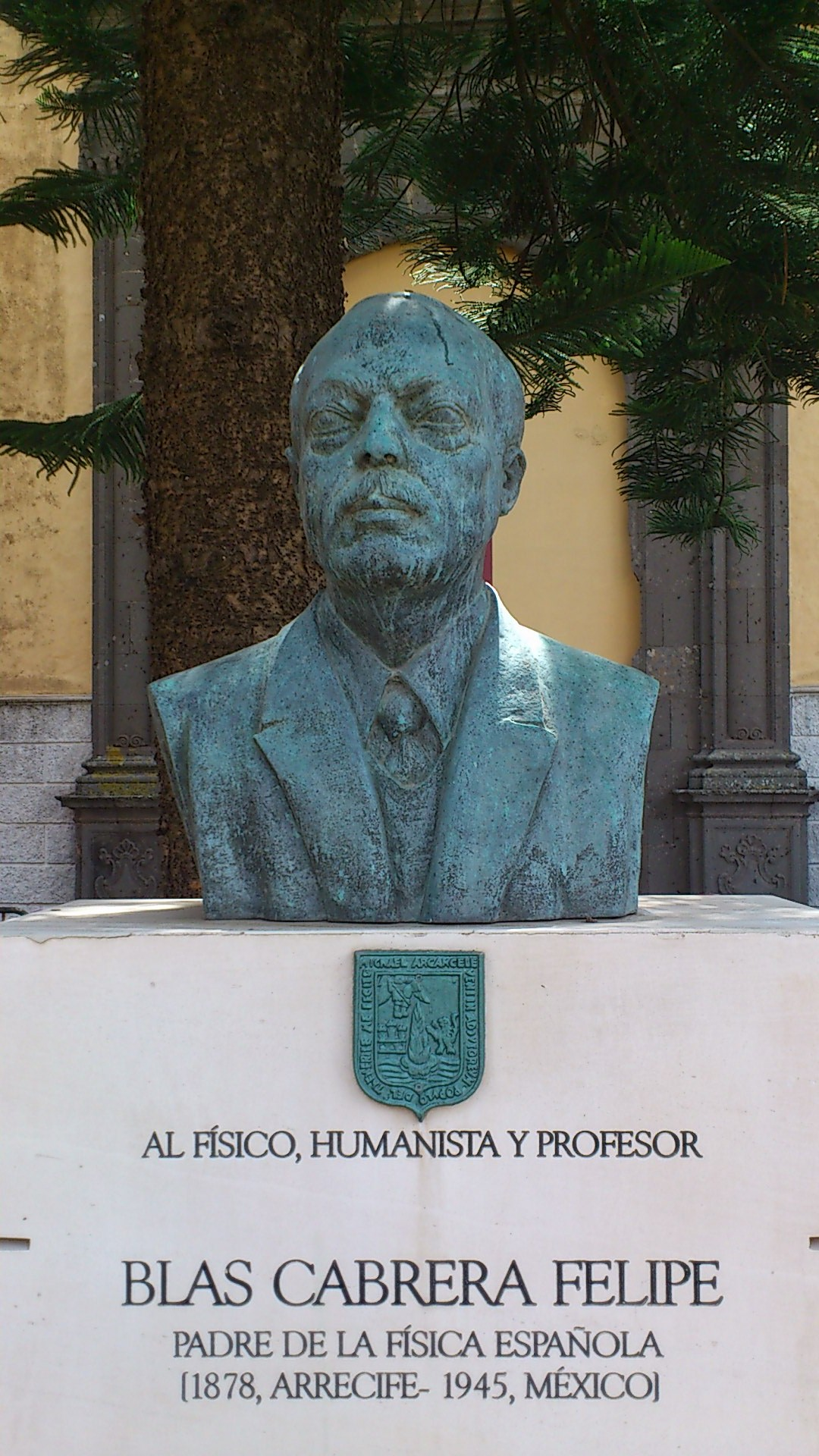
Busto de Blas Cabrera en el Instituto Cabrera Pinto en San Cristóbal de La Laguna (Tenerife)

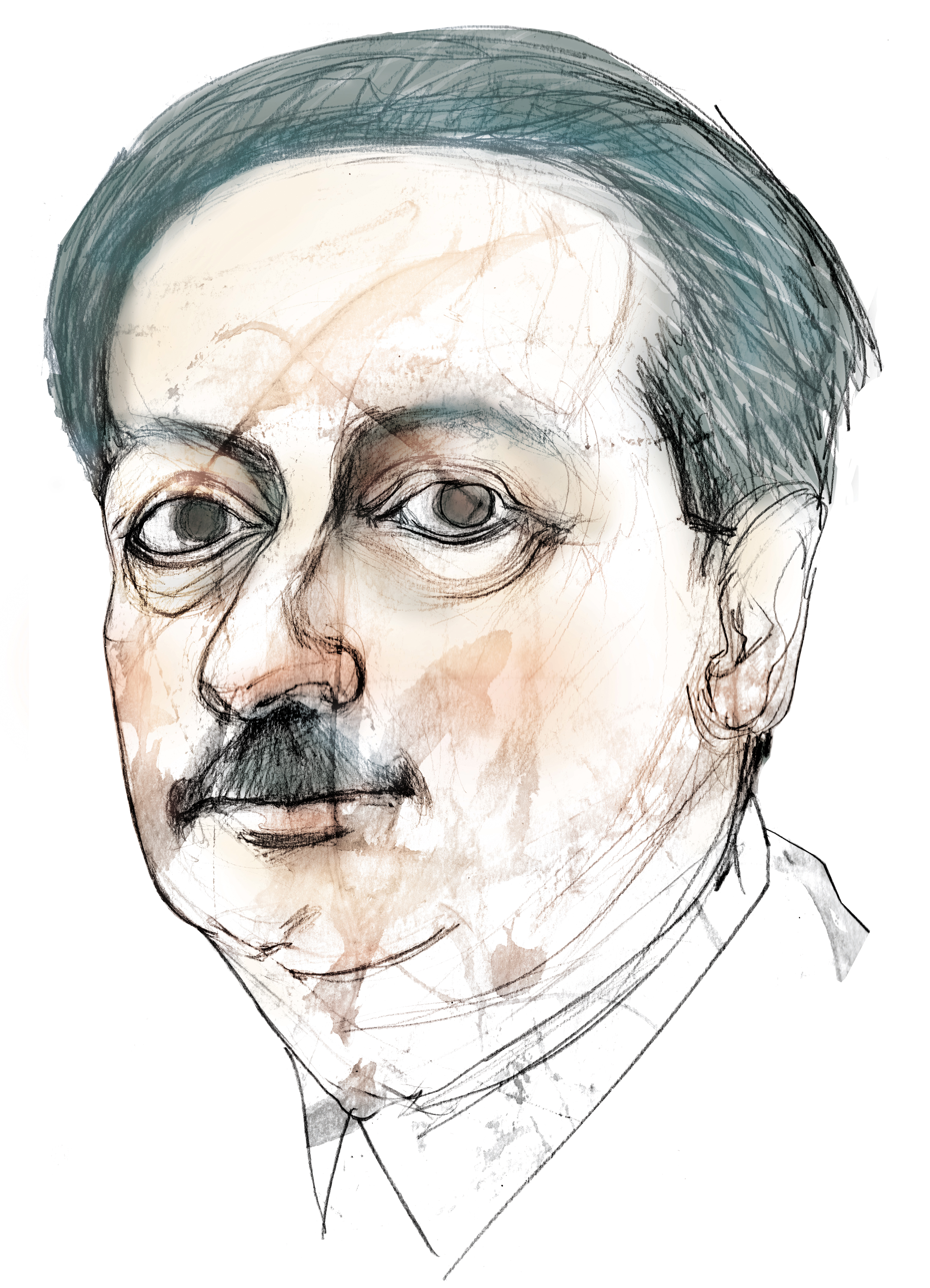
Retratado por Eulogia Merle

El 20 de diciembre de 2018 el Consejo de Ministros, a propuesta del ministro de Ciencia, Pedro Duque, y de la ministra de Justicia, Dolores Delgado ha restaurado todos sus honores académicos, reconociendo el carácter radicalmente injusto de las disposiciones por las que se acordó el cese de los investigadores represaliados.
El 30 de enero de 2019 el gobierno de España reconoció la «ilegitimidad» de las sanciones franquistas a los siete científicos represaliados por Franco, entre ellos Cabrera y se realizó un homenaje de reparación con la devolución del diploma de Académicos Numerarios que les fue retirado durante la dictadura de Francisco Franco.
El 12 de octubre de 2022, sus restos y los de su familia son repatriados desde México hasta la ciudad de San Cristóbal de La Laguna, ciudad en la que vivió. Posteriormente sus restos fueron enterrados en el cementerio de San Luis, de la ciudad de La Laguna, en un acto presidido por el alcalde de la ciudad Luis Yeray Gutiérrez Pérez y los descendientes de Blas Cabrera y María Sánchez.
El 23 de marzo de 2023 la Universidad de La Laguna le rinde homenaje presentando una escultura. La obra está basada en un cubo ideado por el nieto del científico, Luis Blas Cabrera, que contiene elementos químicos de la tabla periódica referentes a las tierras raras.
El 8 de junio de 2023 el Cabildo de Tenerife le otorgó la distinción de "Hijo Adoptivo de la isla", a título póstumo.

## Cargos
Ocupó varios cargos y perteneció a diversas instituciones: miembro y presidente de la Real Academia de Ciencias Exactas, Físicas y Naturales, miembro de la Real Academia Española (donde ocupó el sillón de su amigo y maestro Santiago Ramón y Cajal), presidente de la Sociedad Española de Física y Química, director del Laboratorio de Investigaciones Físicas (de la Junta para Ampliación de Estudios), director del Instituto Nacional de Física y Química, miembro extranjero de la Academia de Ciencias Francesa, miembro del Comité Científico de las Conferencias Solvay (Bruselas), rector de la Universidad Central de Madrid y de la Universidad Internacional Menéndez Pelayo y secretario del Comité Internacional de Pesos y Medidas de París. Fue también, conjuntamente con varios premios Nobel de física y química, miembro del comité de patrocinio de la Sociedad de Amigos de André-Marie Ampère que creó en Francia en 1931 el primer museo científico interactivo de ese país, el Museo Ampère.

## Obras
- La teoría de los magnetones y la magnetoquímica de los compuestos férricos (1912)
- Principios fundamentales de análisis vectorial en el espacio de tres dimensiones y en el Universo de Minkowski (1912-1913)Portada del libro "El Átomo ..." de Blas Cabrera

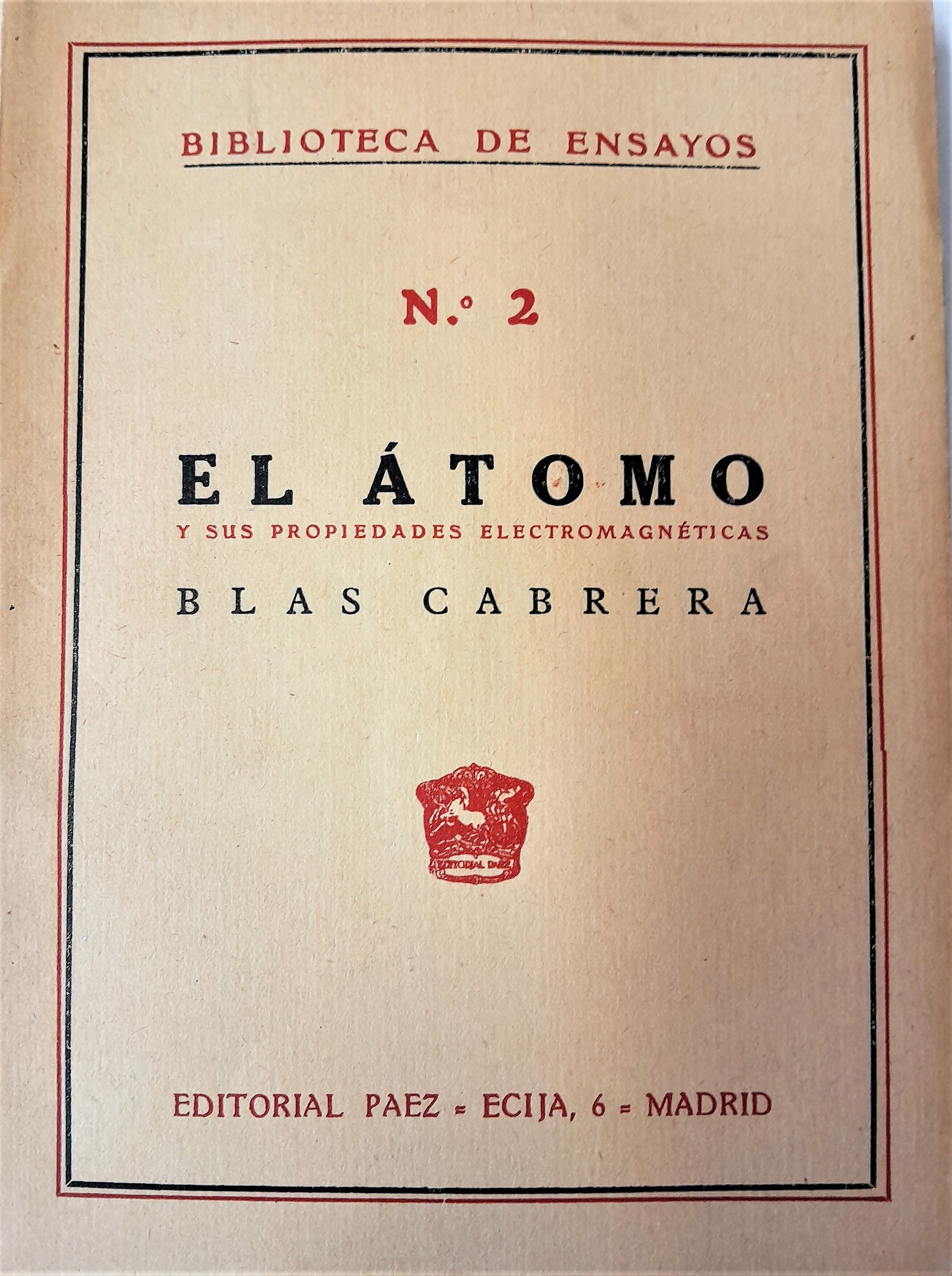
Portada del libro "El Átomo ..." de Blas Cabrera

- Estado actual de la teoría de los rayos X y Y. Su aplicación al estudio de la estructura de la materia (1915)
- ¿Qué es la electricidad? (1917)
- (en francés) Magnéto-chimie (1918)
- El estado actual de la teoría del magnetismo (1916-1919)
- Principio de relatividad (1923)
- Paramagnetismo y estructura del átomo y de la molécula (1923-1927)
- El átomo y sus propiedades electromagnéticas (1927)
- (en francés) L'Étude expérimentale du paramagnétisme : Le Magnéton (1931)
- Electricidad y teoría de la materia (1933)
- (en francés) Dia- et paramagnétisme et structure de la matière (1937)
- El atomismo y su evolución (1942)
- El magnetismo de la materia (1944)

## Para saber más
- Martínez Navarro, Francisco (2005). Blas Cabrera Felipe. Madrid: Dykinson, Gobierno de Canarias. p. 178. ISBN 84-9772-784-3. OCLC 173243678. Consultado el 9 de mayo de 2018.
- Romero de Pablos, Ana (2002). Cabrera, Moles, Rey Pastor. La europeización de la ciencia, un proyecto truncado. Madrid: Nivola.